# Académie Ercolanese
L' Académie Ercolanese, ou Regale Accademia Ercolanese di Archeologia (Académie royale d'archéologie d'Herculanum), est une société savante créée à Naples en 1755 par Bernardo Tanucci sous le patronage royal de Charles VII de Naples dont le but principal est l'étude et la préservation des  trouvailles d'Herculanum et de Pompéi. Ottavio Antonio Bayardi en fut nommé le président et Alessio Simmaco Mazzocchi, Giacomo Castelli, Francesco Maria Pratilli, le comte de Pianura, Salvatore D'Aula, Pasquale Carcani, Ferdinando Galiani, Nicola Ignarra, Girolamo Giordano, Francesco Valletta, Domenico Ronchi, Mattia Zarrillo et Giovanni Maria Della Torre en furent les membres ordinaires.
Après une longue période de silence, l'académie a repris vie en décembre 1996 dans le but de réagir à la « dégradation de la vie culturelle de la ville d'Herculanum et plus généralement du territoire vésuvien et de relancer les activités culturelles de ce coin de la région de Campanie et surtout de rappeler à la mémoire des Herculaniens les nobles souvenirs des anciennes villes d'Herculanum, Pompéi, Oplontis et Stabiae ».